# Sophora howinsula
Sophora howinsula là một loài thực vật có hoa trong họ Đậu. Loài này được (W.R.B.Oliv.) P.S.Green miêu tả khoa học đầu tiên.